# Castelbuono
Castelbuono is een gemeente in de Italiaanse provincie Palermo (regio Sicilië) en telt 9430 inwoners (31-12-2004). De oppervlakte bedraagt 60,5 km², de bevolkingsdichtheid is 156 inwoners per km².

## Demografie
Castelbuono telt ongeveer 3689 huishoudens. Het aantal inwoners daalde in de periode 1991-2001 met 4,1% volgens cijfers uit de tienjaarlijkse volkstellingen van ISTAT.
| Jaar | Inwoneraantal |
| ---- | ------------- |
| 1991 | 10.058        |
| 2001 | 9648          |

## Geografie
Castelbuono grenst aan de volgende gemeenten: Cefalù, Geraci Siculo, Isnello, Petralia Sottana, Pollina, San Mauro Castelverde.